# Oligophlebia subapicalis
Oligophlebia subapicalis is een vlinder uit de familie wespvlinders (Sesiidae), onderfamilie Tinthiinae.
Oligophlebia subapicalis is voor het eerst wetenschappelijk beschreven door Hampson in 1919. De soort komt voor in het Oriëntaals gebied.